# 라몬 막사이사이
라몬 막사이사이 이 델 피에로(타갈로그어: Ramón Magsaysay y Del Fierro, 1907년 8월 31일~1957년 3월 17일)는 필리핀의 독립운동가, 정치인이다. 필리핀의 제7대 대통령이자 필리핀 제3공화국의 제3대 대통령이다. 고학으로 호세 리살 대학과 필리핀 공과 대학을 마치고 제2차 세계 대전 직전까지 민간회사를 전전하였다. 제2차 세계 대전 중 게릴라를 이끌고 일본과 싸웠으며 2차 대전 종전 후에는 국방 장관을 거쳐 1953년 대통령이 되었다. 공산주의자들의 후크발라합 반란을 성공적으로 진압하고 내란을 수습하여 유명해졌다.
대통령 임기 중 막사이사이는 그의 가족 및 측근에게 어떠한 혜택도 부여하지 않았다. 그리고 도로, 다리, 및 건물 등이 자신의 이름을 따라 호명되는 것을 허락지 않았다. 또한 대통령의 의전 특권을 반납하여 화제가 되기도 했다. 국방장관, 하원의원 등을 거쳐 대통령으로 근무하던 중 1957년 3월 세부 섬에서 마닐라로 돌아오는 길에 6천 피트 상공에서 비행기 사고로 별세하였다. 1958년 자유를 위해 헌신한 그의 공적을 기리기 위하여 막사이사이상이 수립되었다. 본명은 라몬 막사이사이 이 델 피에로(Ramón Magsaysay y del Fierro)이다.

## 생애

### 출생

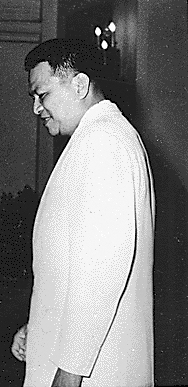
막사이사이(1955년)

라몬 막사이사이는 1907년 8월 31일 필리핀 루손섬(Luzon) 이바에서 엑스큐엘 막사이사이의 여섯 남매 가운데 차남으로 태어났다. 그의 아버지는 엄격한 교육관을 가진 전문학교 기술선생이었으며, 어머니는 독실한 로마 가톨릭교회 교인이었다.
필리핀의 지배계급들의 대부분이 스페인의 혼혈인인 상류층 혈통인 데 비하여, 막사이사이는 대다수 필리핀 국민들과 마찬가지로 순혈 말레이인 출신이었다. 독실한 로마 가톨릭 교인인 부모의 영향을 받아서, 아버지의 엄격한 교육과 어머니의 로마 가톨릭교회의 교육을 받으며 자랐다.

### 유년시절
막사이사이가 6살 때인 1913년 미국인 교장과 갈등을 겪어 실직한 아버지 엑스큐엘 막사이사이는 가족부양을 위해 새벽 3시에 일어나 공사장으로 출근해야 하는 고된 노동으로 돈을 모아서 대장간을 열었다. 이러한 어려운 가정형편으로 막사이사이는 호세 리살 대학교 경영학과를 다니던 시절하숙집 주인의 운전사로 일하며 공부해야 했다. 복학 후, 고학으로 호세리살대학교를 졸업했다.

### 항일 게릴라 활동
그 뒤 자동차 운전수를 하면서 야간반으로 1932년 필리핀 대학교를 졸업한 막사이사이는 1933년에 버스 정비노동자로 일하고 있을 때 루즈반존과 결혼했다. 이후 부지런함을 인정받아서 마닐라 운송회사의 총지배인으로도 있었다. 버스회사에서 정비사로 근무하여, 대학교 재학시 만난 부인과 아이들을 부양했으며, 제2차 세계대전 직전까지 민간회사에 근무하였다.
제2차 세계대전 초반에는 미국의 모터 풀(Motor Pool)에서 일하던 중, 1942년부터 미국 군대와 함께 항일 투쟁을 하였다. 잡화상을 운영하던 개신교 목사의 부인에게 필요한 물품을 공급받으며 게릴라 지도자로 활약했다. 그녀는 후에 게릴라 지원사실이 밝혀져 일본군 헌병대에게 총살당했다. 이후 항일 게릴라 활동으로 명성을 쌓아 종전 직전에는 게릴라의 지휘관으로까지 승진했다.
한편 미군이 일본군을 꺾고 필리핀을 탈환하자 고향인 잠발레스주의 군정 장관으로 임명되었다. 막사이사이는 잠시 잠발레스주의 군정장관으로 있다 사퇴하고 잠발레스주의 지방 하원의원으로 출마하여 당선되었다.

### 정치 활동
전쟁이 끝나고, 1946년 부인의 권유로 자유당에 입당, 자유당 소속 하원의원으로 출마하여 당선, 이로써 자유당 소속 하원의원으로 활동했으며, 하원의 국방위원장에 선출되었다. 그 뒤 군정 장관을 거쳐, 1950년 퀴리노 행정부의 국방 장관이 되었다. 국방장관이 된 후, 군 숙청 및 후크발라합의 토벌에 주력했다. 국방 장관 시절에는 공산주의 게릴라인 후크발라합(후크團)에게 항복하면 생계를 보장해주는 유화 정책과 강경 진압 정책을 당근과 채찍으로 사용하여 진압하는 데 성공하였다.
그는 국민의 지지 없이 후크발라합이 살아남을 수 없다는 것을 알고 막사이사이는 농민의 신뢰를 얻기 위해 귀순자들에게는 토지와 농기구를 마련해주고 정부군에게는 국민들을 무시하지 말고 정중하게 대하도록 주장했다. 또한 군대를 개혁하여 부패하고 무능한 장교들을 해임하고 게릴라와의 전투에서는 기동성과 유연성을 강조했다. 이로 인해 그는 '태평양의 아이젠하워'라는 별칭을 얻고 명성을 쌓게 된다.
1953년 초 퀴리노 정부의 정책에 반발, 퀴리노 행정에 대하여 "공산주의를 조장케 하는 정부의 태도는 묵과할 수 없다"는 비판을 가한 후, 국방장관직을 사임하고 동시에 자유당을 탈당했다.

### 대통령 재직

#### 취임 초반

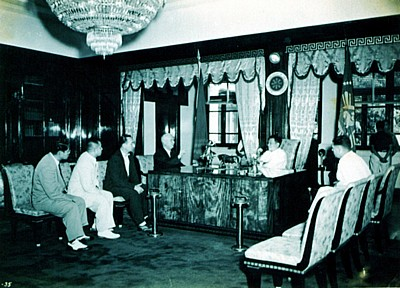
대통령 재임 초

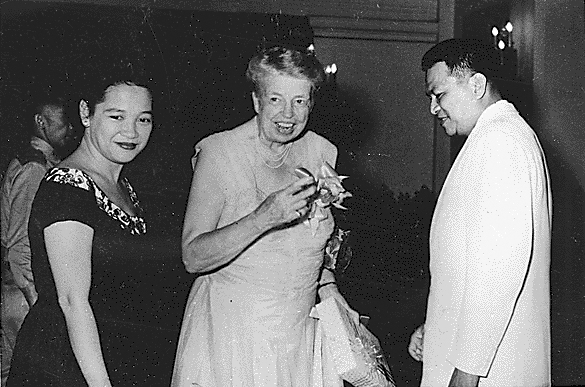
필리핀을 방문한 엘리너 루스벨트를 영접하는 막사이사이와 영부인 루즈

1953년 국민회의당에 입당하여 동년 4월 대통령 후보자로 출마, "내가 먹기 전에 국민이 먹어야 한다. 나의 부친이라도 범법하면 감옥에 보내겠다" 등의 요지로 유세(遊說), 국민당은 물론이고 원내 제3당인 제3당을 구성하고 있던 카를로스 P. 로물로 등의 지원을 받아 11월 2대 1이란 대차로 퀴리노를 이겨 제7대 대통령이자 필리핀 공화국 제3대 대통령에 당선되었다. 그는 대통령이 된 뒤에도 의전상의 예우를 간소화하는 등 서민적인 생활을 함으로써 서민 대통령으로 알려졌다. 또한 대통령 임기 중 막사이사이는 그의 가족 및 측근에게 어떠한 혜택도 부여하지 않았다. 그리고 도로, 다리, 및 건물 등이 자신의 이름을 따라 호명되는 것을 허락지 않았다.
취임 직후 그는 자신을 일개의 병사(兵士)로 자처하고, 토지 분배를 비롯하여 학교 건설 및 부정으로부터의 국민 보호를 약속에 앞서 실천함으로써 국민의 절대적인 지지를 얻었다. 그러나 막사이사이는 필리핀 사회의 모든 국면에서 개혁을 단행할 것을 공약했으나 부유층의 이익을 대변하는 의회의 보수성으로 말미암아 좌절을 겪기도 했다.

#### 개혁 정책
막사이사이의 정책은 또한 서민과 빈곤자들을 위한 정책이었다. 그래서 빈민가에 사는 빈민들은 그를 "진정한 사나이"라 부르기도 한다. 그는 필리핀 동부 바랑가이의 환경을 개선하였다. 예를 들어, 빈민가 및 낙후한 지방에 공동 우물을 설치하여 가난한 이들로 하여금 이용하게 하였다. 그래서 지금도 그 우물을 "막사이사이 우물"이라 부른다.
그는 농민 위주의 토지개혁안을 제출하였으나 필리핀 상,하원의 담합, 반대로 결국 통과되지 못했고 기아에 허덕이고 있는 농민들에 대한 정부 각료들의 무관심 등으로 사태가 악화되면서 그가 국방장관 시절 후크발라합 진압 과정을 통한 그의 공적을 물거품으로 만들었고 반정부 시위까지 나타났다. 그러나 대통령에 대한 다수 국민의 지지는 변함이 없었고 청렴한 행정주의 평판 또한 유지되어 위기를 모면하였다. 한편 대외적으로 막사이사이는 미국을 우방으로 하는 정책을 고수하고, 재임기간 내내 강력한 반공주의를 표방하였으며 동남아시아 조약기구의 설립에도 관심을 보여, 1954년에 마닐라에서 창설된 동남아시아 조약기구(SAETO)에 가입하였다.

### 국토 순방과 사망

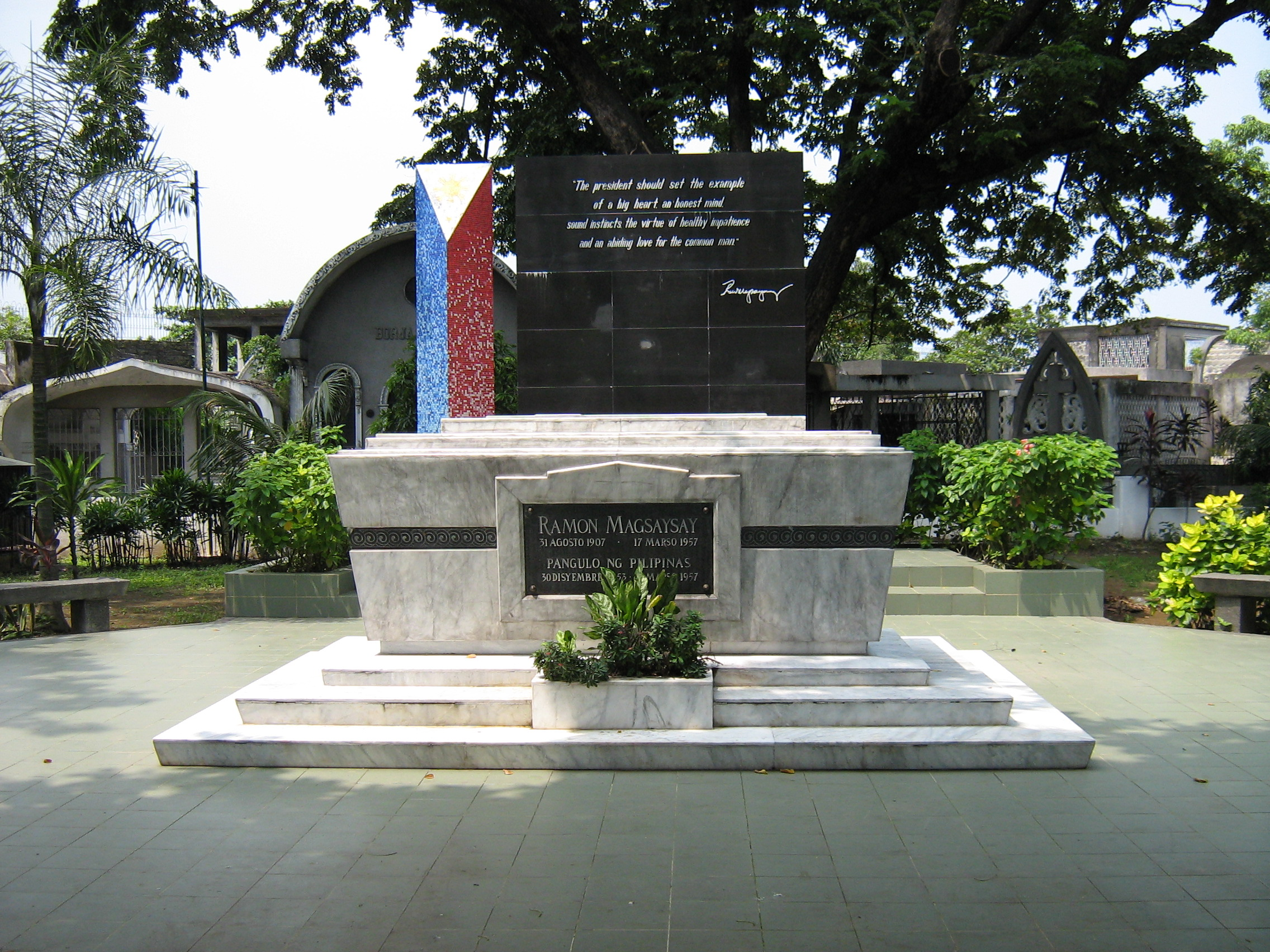
마닐라 북부에 안장된 막사이사이의 묘

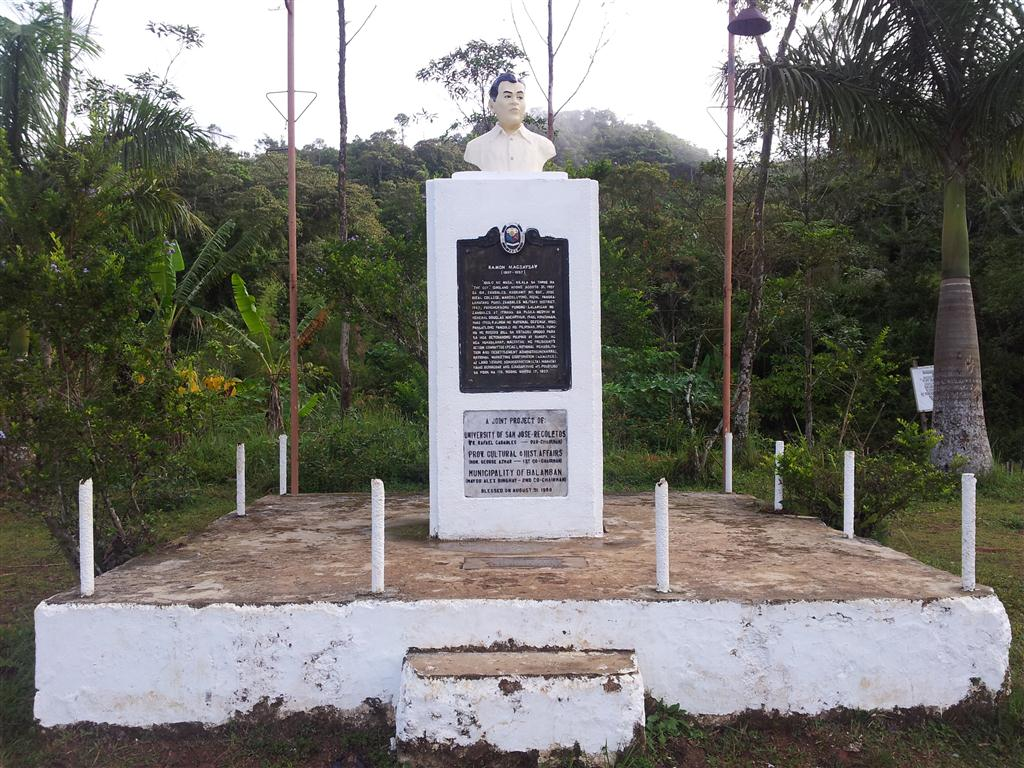
조난지에 세워진 막사이사이 동상

그러나 1957년 3월 지방활동을 마치고 필리핀 남부 세부(Cebu) 섬의 대학에서 격렬한 반공 연설을 끝마친 후, 세부 섬에서 비행기편으로 출발하였다.
마닐라로 돌아오던 중 기상이 악화, 비행기 추락사고로 6천 피트의 상공에서 많은 수행관리들과 함께 파고 밀림에 추락, 사망했다. 향년 50세. 1958년 그의 공적을 기리기 위하여 막사이사이상이 제정되었다.
유산으로는 생명 보험 증권 1매와 마닐라 교외에 제2차 대전 전에 지은 보잘것 없는 가옥이 전부라서 생전의 청렴함에 국민들을 감동시켰다.

### 막사이사이상
그가 사망한 후 자유를 위한 그의 공적을 기리기 위해 아시아 발전에 이바지하는 사람에게 주는 막사이사이상을 제정하였다.

## 평가
막사이사이 대통령은 필리핀에 민주화를 토착화시키는 데 큰 공헌을 하였다. 그는 후크발라합을 섬멸하였고 민주주의를 지켜낸 점을 높이 평가받는다.

## 역대 선거 결과
| 선거명      | 직책명        | 대수 | 정당   | 득표율 | 득표수      | 결과 | 당락 |
| ----------- | ------------- | ---- | ------ | ------ | ----------- | ---- | ---- |
| 1953년 선거 | 필리핀 대통령 | 7대  | 국민당 | 68.90% | 2,912,992표 | 1위  |      |

## 같이 보기
- 막사이사이상
- 후크발라합
- 반공주의
- 베니그노 노이노이 아키노